# Entesa bàltica
L'Entesa bàltica va ser un tractat internacional signat el 12 de setembre de 1934 entre Estònia, Letònia i Lituània a fi de tenir una acció conjunta en matèria de política exterior. Es va basar en el Tractat d'Entesa i Col·laboració signat per aquests països bàltics. L'acord també incloïa compromisos mutus de donar-se suport entre ells políticament i atorgar suport diplomàtic en comunicació internacional. En darrer terme, l'esforç no va tenir èxit, perquè la força combinada dels tres països i les declaracions de neutralitat no van ser substancials enfront dels grans exèrcits de l'Alemanya nazi i la Unió Soviètica. Els plans per dividir-se el control del territori europeu situat entre les dues superpotències establerts en el Pacte Ribbentrop-Mólotov de 1939 van assignar als països bàltics a la «esfera d'influència» soviètica. Com a resultat, el 1940, els tres països van ser ocupats i annexats a la Unió Soviètica.

## Formació
La idea de crear una Unió bàltica va començar a rebre atenció entre 1914 i 1918 i va esdevenir una conseqüència directa de l'esperança d'independència dels pobles. Així, la unió d'Estònia, Letònia i Lituània es va originar a les ments de molts refugiats que no van tenir cap més alternativa que fugir a Occident per escapar de la tirania imperant en les seves regions. Així, van reunir esforços en la lluita per assolir llibertat i crear una nació. Aquests esforços es van fer més evidents després del final de la Primera Guerra Mundial.
Gràcies a la victòria de l'Entesa a la Primera Guerra Mundial i a l'afebliment d'Alemanya i Rússia, va ser possible que els països bàltics bolquessin aquestes idees a la pràctica, establint-se políticament en el pla internacional. Els tres països van aconseguir assegurar la seva independència signant tractats de pau individuals amb Rússia el 1920. Aquest va ser un gran pas a la cooperació diplomàtica entre els recentment creats països bàltics i va permetre a cada nació obtenir reconeixement de la seva sobirania d'altres Estats. L'acceptació dels països bàltics a la Societat de Nacions al setembre de 1921 va significar que la seguretat letona, estoniana i lituana havia estat assolida. El principal resultat de la Primera Guerra Mundial, el sistema de Versalles va determinar un nou ordre internacional a Europa. Sota les noves condicions, el tema de l'enfortiment de la independència dels països bàltics era d'importància central.

## Objectiu
La finalitat de l'Entesa bàsica era el desig dels seus membres d'allargar i enfortir la pau. Les raons per a l'establiment de l'Entesa van ser expressades al preàmbul del tractat, signat a Ginebra (Suïssa): 
| « | Fermament resolts a contribuir al manteniment i garantia de la pau i per coordinar la seva política externa a l'interior de l'esperit dels principis del Pacte de la Societat de Nacions, els Estats bàltics han decidit celebrar un tractat. | » |